# Sala de Ísis
Sala de Ísis, amplamente conhecida como Aula Isíaca (em italiano:  Aula Isiaca), é um recinto descoberto abaixo da basílica-auditório do Palácio Flávio, no monte Palatino em Roma. Seu nome é uma referência aos diversos objetos ligados ao culto egípcio de Ísis e Serápis encontrados no local.

## Descrição
A sala é um ambiente coberto por uma abóbada de berço de uma casa do período republicano escavada no século XVIII e decorada durante o reinado de Augusto, entre 30 e 25 a.C., com pinturas do Segundo Estilo tardio. As pinturas foram destacadas e estão hoje preservadas numa das salas do Antiquário do Palatino.
A sala tem um formato retangular, com os lados mais curtos ligeiramente curvados, recortados em parte das fundações de uma nave do Palácio Transitório de Nero. Apenas uma das paredes longas foi conservada, tripartida no sentido do comprimento por quatro finas colunas acima de um alto pódio pintado, indicando uma vaga perspectiva. No centro está uma pintura em afresco de um quiosque elevado que emoldura uma paisagem. Uma faixa à meia altura está decorada por pequenos quadros pintados com cenas genéricas. No alto está um afresco com ureus egípcios. Dos lados do quiosque completam a cena duas grandes cenas mitológicas, uma das quais provavelmente representa o "Nascimento de Helena".
A decoração de um dos lados mais curto é similar, com uma viva cena do Nilo sobre um pódio. O teto, conservado apenas em fragmentos, apresenta uma decoração muito refinada com intrincados motivos em forma de fita e símbolos de Ísis sobre um fundo branco. 
Entre as pinturas similares estão as da Casa da Farnesina, que conta também com fundos neutros e grandes quadros, apesar de que, no caso da Sala de Ísis, a aplicação das cores pareça mais estudado e a perspectiva, mais efetiva.